# Nesocodon mauritianus
Wahlenbergia mauritiana
Genre
Espèce
Classification phylogénétique
Statut de conservation UICN

 CR  : 
En danger critique
Nesocodon mauritianus est une espèce de plantes à fleurs endémique de l'île Maurice de la famille des Campanulacées et de la tribu des Wahlenbergieae, et la seule du genre Nesocodon. Cette espèce est phylogénétiquement proche du genre Heterochaenia bien qu'elle possède des fleurs simples plutôt que des panicules.
Son ancien nom est Wahlenbergia mauritiana. Nesocodon est composé du grec ancien νῆσος (« île ») et κώδων (« cloche »). L'épithète spécifique mauritianus (relatif à Maurice) fait référence à son endémisme mauricien.

## Description
Il s'agit d'un petit arbrisseau atteignant 30 à 40 cm de hauteur, ramifié à la base. La plante fleurit en juin.
Les fleurs sont solitaires à l'aisselle des feuilles supérieures et penchées. La corolle est campanulée, à lobes réfléchis, longs d'environ 8 mm, bleu pâle, veinée de bleu violet et à cinq taches orange, un peu gibbeuse à la base, glabre à l'extérieur, poilue à l'intérieur dans la partie inférieure.
Le fruit est une capsule d'environ 14 x 8 mm. Les graines mesurent 0,7 x 0,2 mm, et sont de formes ellipsoïdes-cylindriques et finement striées.
La tige est simple, ascendante, ligneuse, glabre, lactifère, à cicatrices foliaires bien distinctes.
Les feuilles sont insérées en hélices, groupées étroitement sur la tige, étalées, d'environ 6 cm x 6 mm, linéaires-obovales ou très étroitement oblongues, glabres, vert vif, la nervure médiane saillante face inférieure.

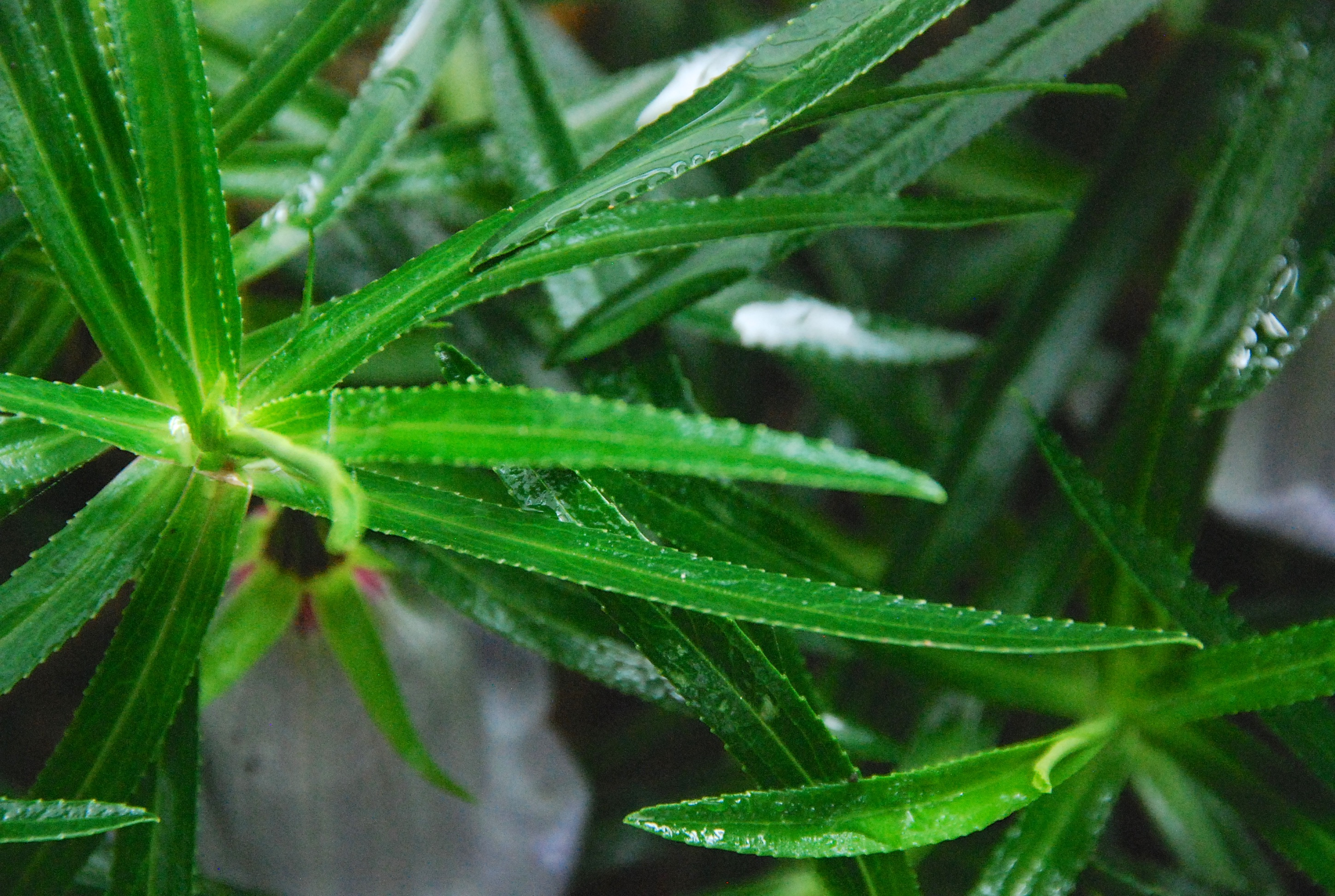
Détail des feuilles
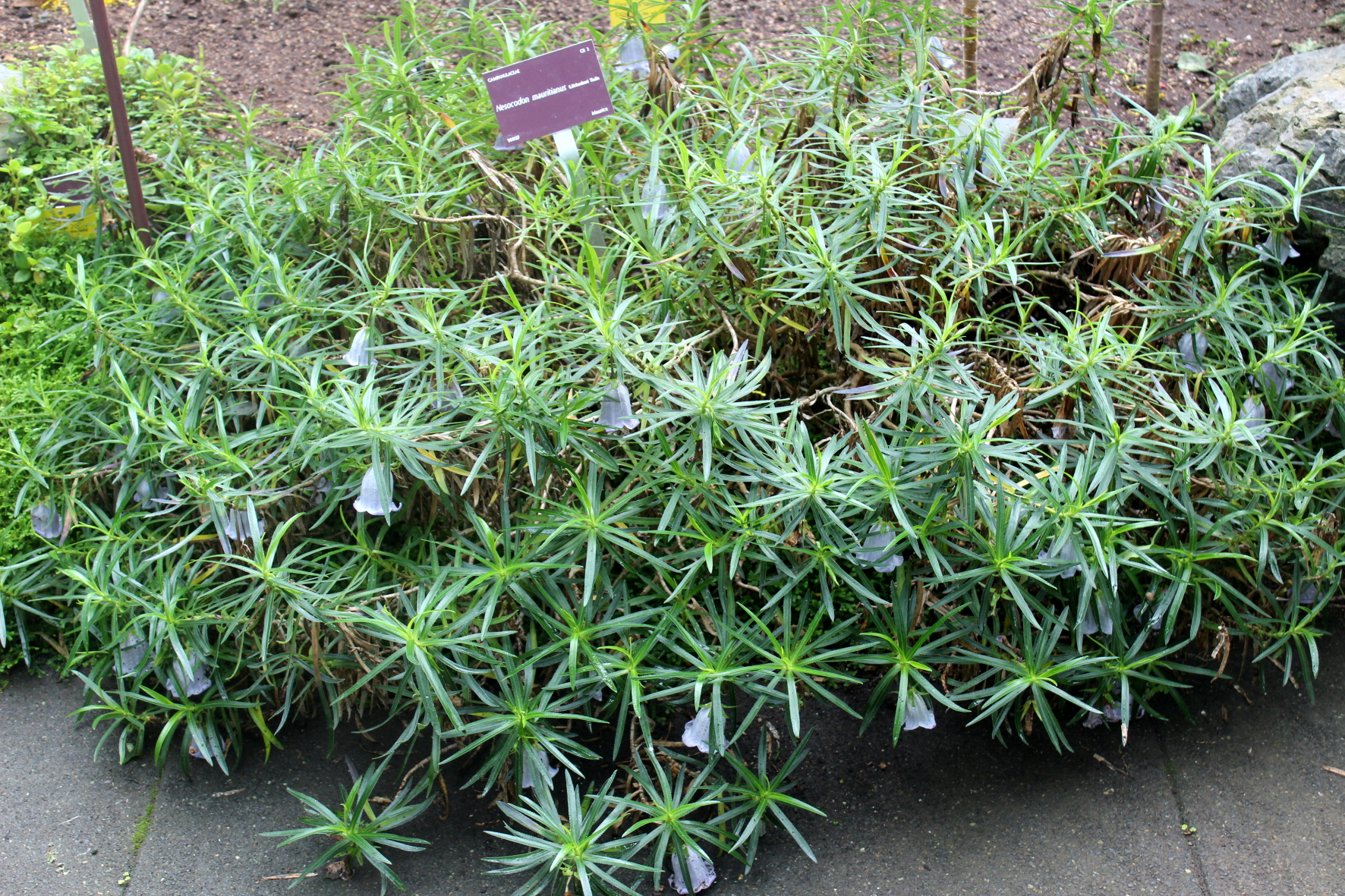
Petit arbrisseau

## Distribution et habitat

Vue de la cascade de 500 pieds

L'espèce a été découverte en 1976 dans le sud-ouest de l'île Maurice sur les falaises rocheuses verticales de la cascade de 500 pieds, juste à la limite du Black River Gorges National Park. Elle pousse dans des anfractuosités de rochers, sur une falaise abrupte, plus ou moins baignée par les embruns de la cascade. Depuis deux autres populations ont été découvertes sur des falaises similaires,.

## Biologie

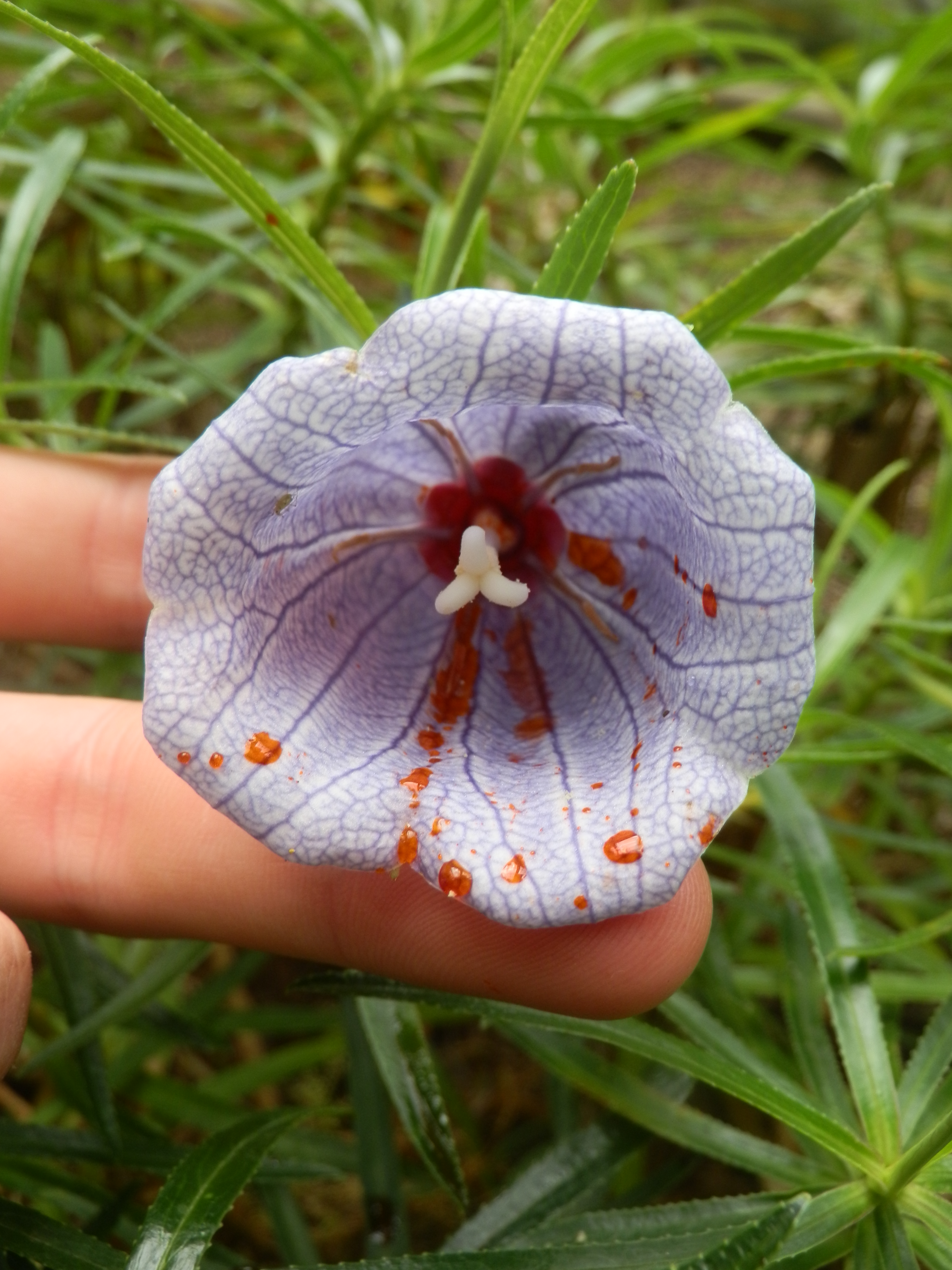
Fleur présentant du nectar.

Il s'agit de la première espèce de plante découverte à produire du nectar de couleur rouge. Cette couleur rouge est due à la présence d'une aurone. Deux autres plantes mauriciennes ont cette particularité de présenter un nectar coloré : Trochetia blackburniana et T. boutoniana.
En 1998, la seule population connue alors est observée par une équipe danoise. Jens M. Olesen et ses collègues notent que les fleurs sont généralement visitées par le Bulbul orphée, espèce asiatique introduite à Maurice, qui leur vole le nectar la plupart du temps. Si un bulbul de Maurice, endémique de l'île, a été observé emportant au loin une fleur, aucun animal assurant légitimement la pollinisation n'est alors identifié.  
Finalement deux autres petites populations de N. mauritianus ont été identifiées sur d'autres falaises inaccessibles. À la différence de la première, celles-ci coïncident avec la présence en grand nombre de geckos diurnes à queue bleue qui sont connus pour être des  pollinisateurs généralistes sur l’île. Même si la pollinisation de N. mauritianus par le gecko n'a pas pu être observée, Dennis M. Hansen et ses collègues ont montré que cette espèce de Geckos diurnes fréquente uniquement les fleurs présentant un nectar coloré.

## Menaces et protection
Cette espèce est en danger critique d'extinction, menacée principalement par les plantes invasives, comme le goyavier (Psidium cattleianum Afzel. ex Sabine), qui colonisent les falaises où elle subsiste. 
Elle a été multipliée, sauvegardée et elle est présente plus de vingt jardins botaniques dans le monde. Elle est cultivée dans les serres tropicales au climat de montagnes tropicales humides du Conservatoire botanique national de Brest  qui mène un programme de conservation spécifique avec le National Park Conservation Service de l’île Maurice .